# Église Saint-Romain de Les Bons
L'église Saint-Romain (catalan : església de Sant Romà) est une église romane situé dans le village de Les Bons en Andorre. L'édifice est classé Bé d'interès cultural par l'État andorran.

## Situation
L'église est située dans le village de Les Bons dans la paroisse d'Encamp en Andorre. Elle se situe plus précisément au sein de l'ensemble historique de les Bons qui regroupe plusieurs bâtiments historiques perchés sur un promontoire rocheux dont une ancienne tour de défense, des pigeonniers et un réservoir d’eau creusé dans la roche. 

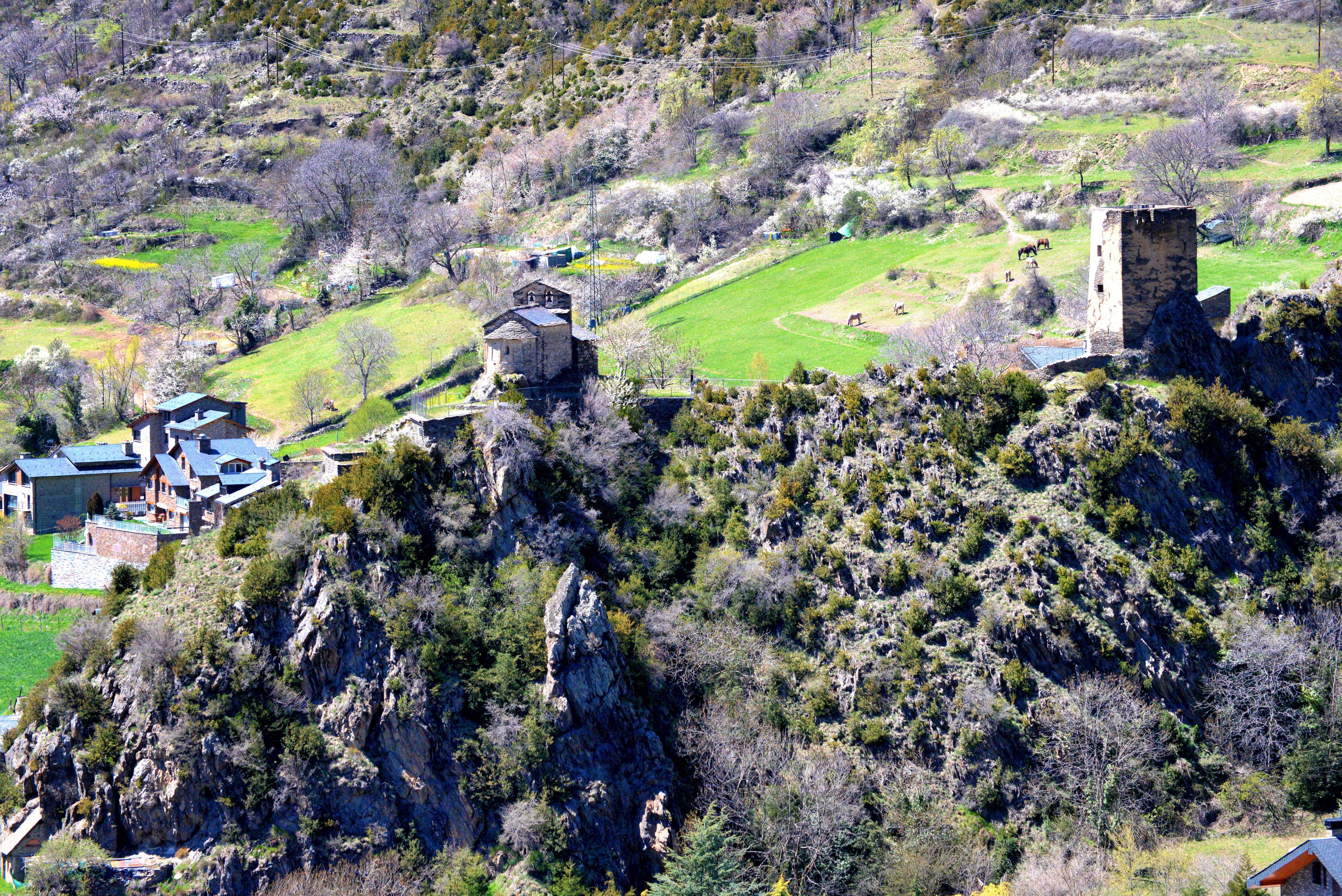
Vue d'ensemble du site historique de Les Bons
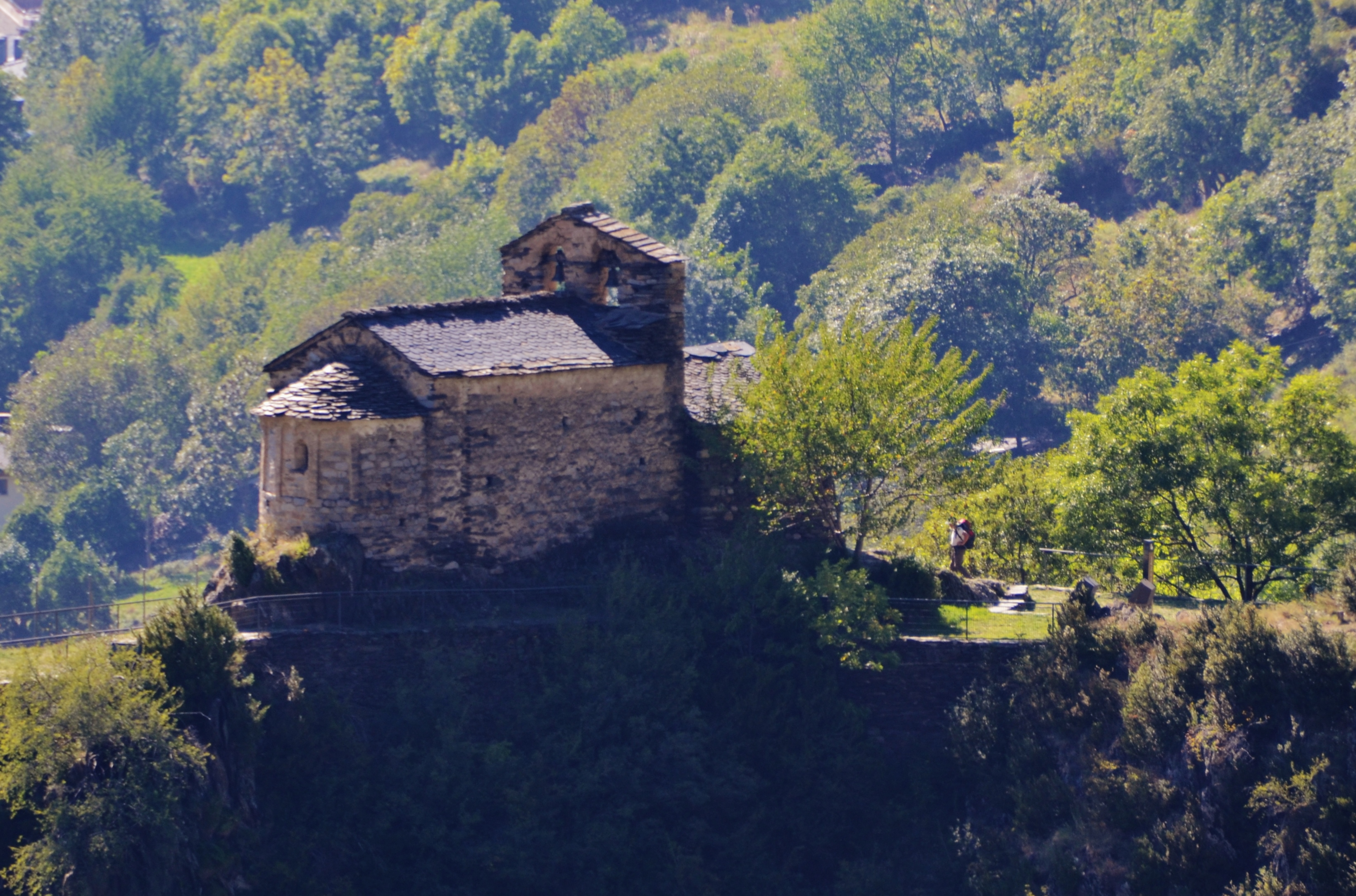
L'église sur le promontoire rocheux

## Histoire
L'église est consacrée en 1164,. En 1999, l'État andorran l'inscrit sur une liste indicative « églises romanes d'Andorre » au patrimoine mondial de l'UNESCO, puis la classe bé d'interès cultural en 2003.

## Architecture
Le plan de l'église est simple. Celle-ci est constituée d'une nef rectangulaire unique à laquelle s'adjoint une abside semi-circulaire de style lombard,. L'église abrite des peintures romanes également du XIIe siècle réalisées par le maître de Santa Coloma,,.

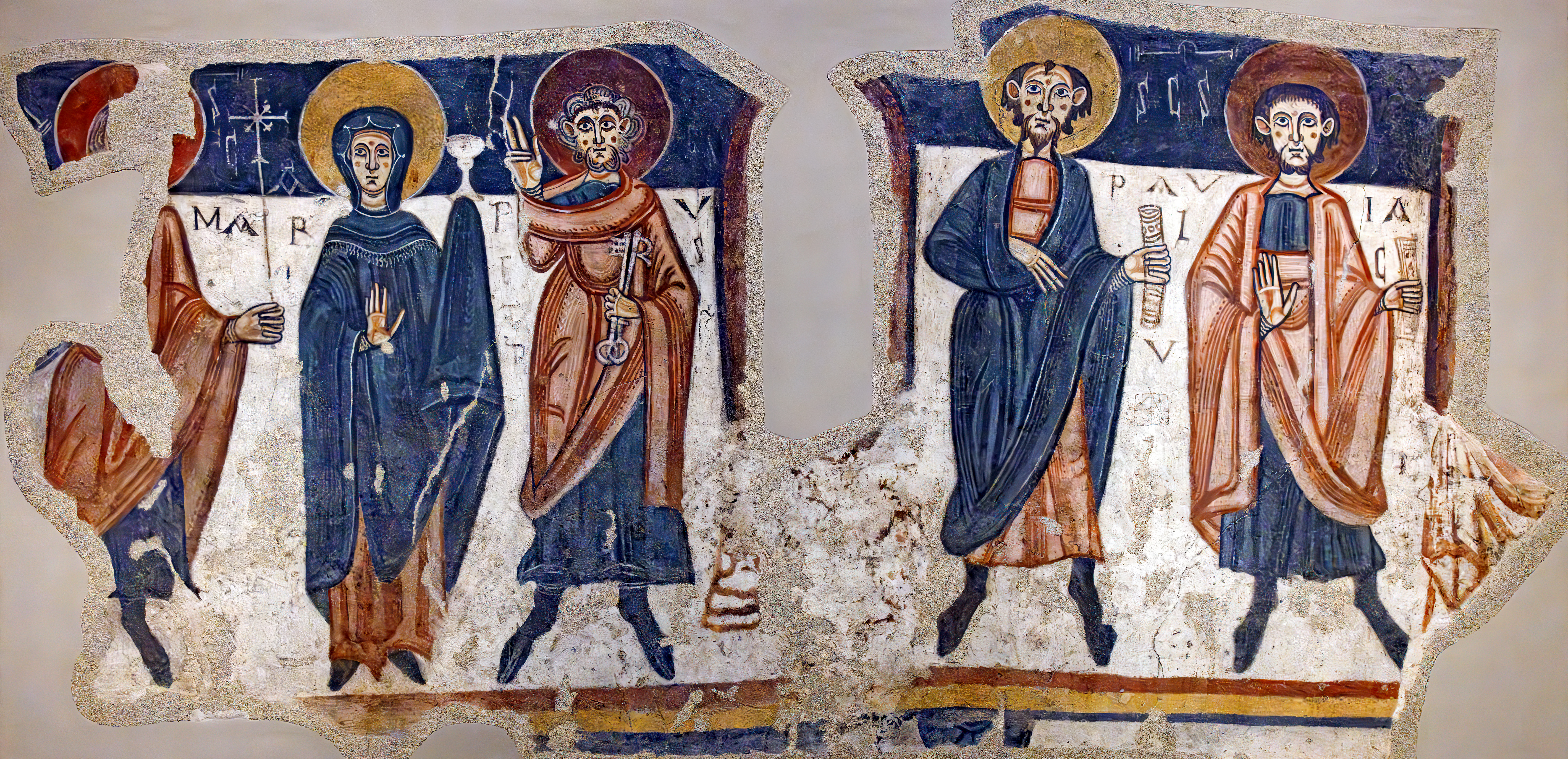
Fresques originales Musée national d'Art de Catalogne